# Adolph Fischer (Anarchist)

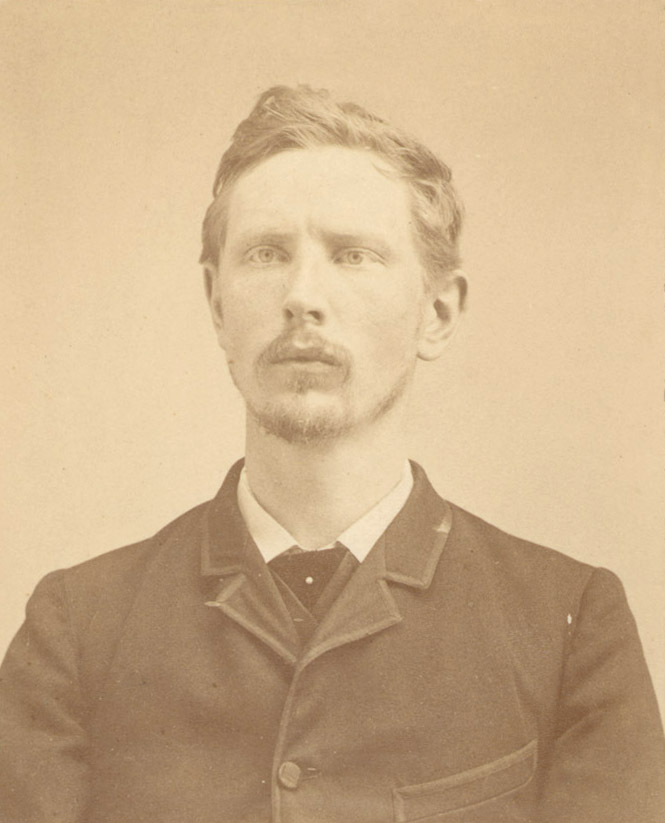
Adolph Fischer, ca. 1880

Adolph Fischer (* 1858 in Bremen; † 11. November 1887 in Chicago) war ein US-amerikanischer Anarchist und Gewerkschaftler. Er wurde 1887 vor Gericht gestellt und nach dem Haymarket-Prozess hingerichtet.

## Kindheit und Jugend
Adolph Fischer wurde in Bremen geboren und ging dort acht Jahre lang zur Schule. Sein Vater besuchte häufig sozialistische Versammlungen, aber in der Schule wurde Fischer beigebracht, dass Sozialismus ein ungesunder Lebensstil sei. Nach Beobachtung der Arbeitsbedingungen in Deutschland kam Fischer jedoch zum gegenteiligen Schluss.
Fischer immigrierte 1873 in die USA. Er wurde Schriftsetzerlehrling in einer Druckerei in Little Rock, Arkansas. Später, 1879, zog er nach St. Louis, Missouri, wo er der German Typographical Union beitrat und 1881 Johanna Pfauntz heiratete (sie hatten drei Kinder – eine Tochter und zwei Söhne). Adolph und seine Frau zogen 1881 nach Nashville, Tennessee, wo er für seinen Bruder als Setzer für Anzeiger des Südens, eine Zeitschrift für deutsche Einwanderer, arbeitete.
1883 zog er mit seiner Familie nach Chicago, wo er Schriftsetzer bei der Chicagoer Arbeiter-Zeitung wurde, einer gewerkschaftsfreundlichen Zeitung, die von August Spies und Michael Schwab geleitet wurde. Ungefähr zu dieser Zeit trat er auch der International Working Person’s Association und dem Lehr- und Wehr-Verein bei, einem radikalen Ableger, der gegründet wurde, um den Arbeitern beizubringen, sich selbst zu verteidigen.

## Haymarket-Aufstand
Nach dem Aufstand in der McCormick-Mähdrescher-Fabrik am 3. Mai 1886, bei dem mehrere Arbeiter getötet wurden, nahm Fischer an einem Treffen in Greif’s Hall in der Lake Street teil. Dies war die berüchtigte Monday Night Conspiracy, die die Staatsanwaltschaft benutzte, um Vorwissen über das Bombenattentat am nächsten Tag zu beweisen. Ebenfalls anwesend waren George Engel und Godfried Waller, die das Treffen leiteten und später im Gegenzug für Immunität für den Staat aussagten (Waller wurde nach dem Bombenanschlag ebenfalls festgenommen).
Das Treffen endete mit einem Plan für ein Treffen am folgenden Abend im Haymarket. Fischer wurde beauftragt, Handzettel zu drucken, um das Treffen anzukündigen. Die ersten Flugblätter, die in Englisch und Deutsch gedruckt wurden, enthielten die Zeile „Arbeiter, bewaffnet euch und erscheint in voller Kraft“. Spies, der eingeladen war bei dem Treffen zu sprechen, weigerte sich, es sei denn, diese Zeile würde entfernt. Also bereitete Fischer ein weiteres Rundschreiben ohne die entsprechende Zeile vor.
Fischer nahm am darauffolgenden Abend am Haymarket-Meeting teil und hörte sich Reden von Spies, Albert Parsons und Samuel Fielden an. Gegen Ende von Fieldens Rede ging er in einen örtlichen Saloon, Zepf's Hall, wo er sich befand, als die Bombe detonierte und der daraus resultierende Aufstand stattfand. Nach dem Aufruhr ging er nach Hause. Er wurde am folgenden Tag festgenommen. Nach Angaben der Polizei hatte er zum Zeitpunkt seiner Festnahme einen geladenen Revolver, eine scharfe Feile und einen Sprengzünder bei sich, mit dem Bomben gezündet wurden.
Die im Prozess gegen Fischer vorgelegten Beweise bestanden hauptsächlich aus seiner Rolle in der Monday Night Conspiracy und seiner Rolle beim Druck der Haymarket-Rundschreiben. Hervorgehoben wurde auch seine Mitgliedschaft im Lehr- und Wehr-Verein. Waller sagte aus, dass Fischer derjenige gewesen sei, der das Haymarket-Treffen vorgeschlagen habe (Fischer behauptete, es sei Waller gewesen) und dass sie bereit sein sollten, die Polizei anzugreifen, falls es irgendwelche Probleme geben sollte. Er sagte auch aus, Fischer habe ihm im Jahr zuvor eine Bombe gegeben, die er gegen die Polizei eingesetzt habe. Ein anderer Zeuge behauptete, Fischer habe zum Zeitpunkt des Bombenanschlags bei dem Bombenwerfer gestanden.
Fischer wurde mit den anderen sieben Angeklagten verurteilt und wie sechs weitere zum Tode durch den Strang verurteilt.
Als zwei seiner Mitangeklagten an den Gouverneur von Illinois, Richard James Oglesby schrieben, weigerte sich Fischer ausdrücklich, um Gnade zu bitten. Er wurde am 11. November 1887 zusammen mit Spies, Parsons und George Engel gehängt. Seine letzten Worte waren: „Hurrah for anarchy! This is the happiest moment of my life!“
Er und die meisten anderen Haymarket-Märtyrer sind im Haymarket Martyrs’ Monument auf dem Forest Home Cemetery in Forest Park, Illinois, begraben.

### Familienleben nach den Unruhen
Nach Fischers Tod kehrten seine Frau Johanna und seine Kinder in die Gegend von St. Louis zurück und lebten in der Nähe ihres Bruders Rudolph Pfountz in Maplewood, einem Vorort von St. Louis, Missouri.